# Хромія

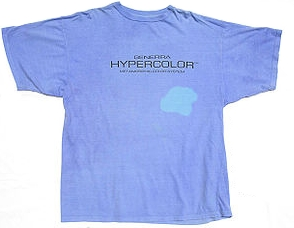
Приклад термохромії на футболці. Фен був використаний для зміни синього до бірюзового.

Хромі́я (англ. chromism, рос. хромия) — оборотна зміна кольору бістабільних молекулярних систем (найчастіше безбарвна — кольорова форми) спричинена їх структурним перегрупуванням під дією певних фізичних або фізико-хімічних чинників.
До окремих випадків належать фотохромія, термохромія, електрохромія, сольватохромія, механохромія, магнітохромія тощо. 